# 關振鵬 (1948年)
关振鹏是美籍华人入境律师和旧休士顿市议員。

## 生平
关镇鹏是第二位亚裔美国人休士顿市议員，也是第一位經普選產生的亚裔美国人休士顿市议員。

## 外部連結
- （英文） Foster Quan LLP （页面存档备份，存于）